# Muras United FC
Der Muras United Football Club (kirgisisch футбол Клубу Мурас Юнайтед) ist ein kirgisischer Fußballverein aus Dschalal-Abad. Aktuell spielt der Verein in der ersten Liga.

## Vereinsgeschichte
Der Verein wurde 2023 gegründet und startete sofort in der höchsten Liga des Landes, der Top Liga. In den ersten beiden Spielzeiten gewann der Verein den kirgisischen Pokal. Am 16. September 2023 gewann man das Finale gegen Abdish-Ata Kant mit 2:1. In der folgenden Saison besiegte man dann erneut Abdish-Ata Kant im Finale mit 3:2 nach Verlängerung.

## Erfolge
- Kirgisischer Pokalsieger: 2023, 2024

## Stadion
Der Verein trägt seine Heimspiele im 5000 Zuschauer fassenden Stadion Kurmanbek in Dschalal-Abad aus.

## Trainer
| Trainer              | von               | bis               |
| -------------------- | ----------------- | ----------------- |
| Valeriy Berezovskiy  | 1. Januar 2023    | 24. Dezember 2023 |
| Andrey Kanchelskis   | 25. Dezember 2023 | 1. Juli 2024      |
| Vyacheslav Levchuk   | 6. Juli 2024      | 21. August 2024   |
| Sergiy Puchkov       | 5. September 2024 | 31. Dezember 2024 |
| Oleksandr Poklonskyi | 10. Januar 2025   |                   |